# Pseudopalpares sparsus
Pseudopalpares sparsus är en insektsart som först beskrevs av Mclachlan 1867.  Pseudopalpares sparsus ingår i släktet Pseudopalpares och familjen myrlejonsländor. Inga underarter finns listade i Catalogue of Life.